# Maestro dell'Altare di Pähl
Il Maestro dell'Altare di Pähl (fl. XV secolo) è stato un pittore anonimo austriaco attivo intorno al 1400 nella regione di Salisburgo.
L'anonimo pittore di area tedesca, probabilmente un artista itinerante originario della Boemia,  prende il suo nome dalla pala d'altare, databile a poco dopo il 1400, proveniente forse dalla cappella del castello di Pähl, presso Weilheim nell'Alta Baviera, e ora conservato al Bayerisches Nationalmuseum di Monaco. Nel pannello centrale su fondo d'oro cesellato e punzonato è il Cristo in croce tra la Vergine e san Giovanni, mentre nelle portelle laterali sono Santa Barbara e San Giovanni Battista, nella faccia esterna sono il Cristo morto e la Madonna col Bambino.
Primo esempio dello stile morbido della Germania meridionale, le figure costruite con linee sinuose e ondulate sono racchiuse in ampi panneggi svolazzanti con colori chiari e brillanti.
All'ambito del Maestro viene inoltre attribuita la Vergine d'Aracoeli  di Praga. Una copia su pergamena, di una tavola italiana conservato sin dal 1368 nella sala del tesoro della cattedrale praghese di San Guido, a sua volta copia dell'immagine miracolosa di Santa Maria Aracoeli a Roma, probabilmente sono opera del maestro le figurere che adornano la cornice dipinta tra cui le quattro mezze figure dei Profeti con cartigli e le Sante, stilisticamente vicine ai personaggi dell'altare di Pähl.
| Controllo di autorità | VIAF (EN) 96521714 · ULAN (EN) 500111925 |